# 塞瓦略斯縣
1°21′S 78°37′W / 1.350°S 78.617°W
塞瓦略斯縣（西班牙語：Cantón Cevallos），是厄瓜多爾的縣份，位於該國中部，處於安巴托東南面，由通古拉瓦省負責管轄，面積19平方公里，2001年人口6,873，人口密度每平方公里361.74人。